# Bonham (Texas)
Bonham é uma cidade localizada no estado norte-americano do Texas, no Condado de Fannin. É uma das mais antigas cidades do Texas, tendo crescido graças à passagem do Texas and Pacific Railway.

## Demografia
Segundo o censo dos Estados Unidos de 2020, a sua população era de 10408 habitantes.

## Geografia
De acordo com o United States Census Bureau tem uma área de 24,2 km², dos quais 24,2 km² cobertos por terra e 0,0 km² cobertos por água. Bonham localiza-se a aproximadamente 205 m acima do nível do mar.

## Localidades na vizinhança
O diagrama seguinte representa as localidades num raio de 20 km ao redor de Bonham. 